# Abfüllmaschine

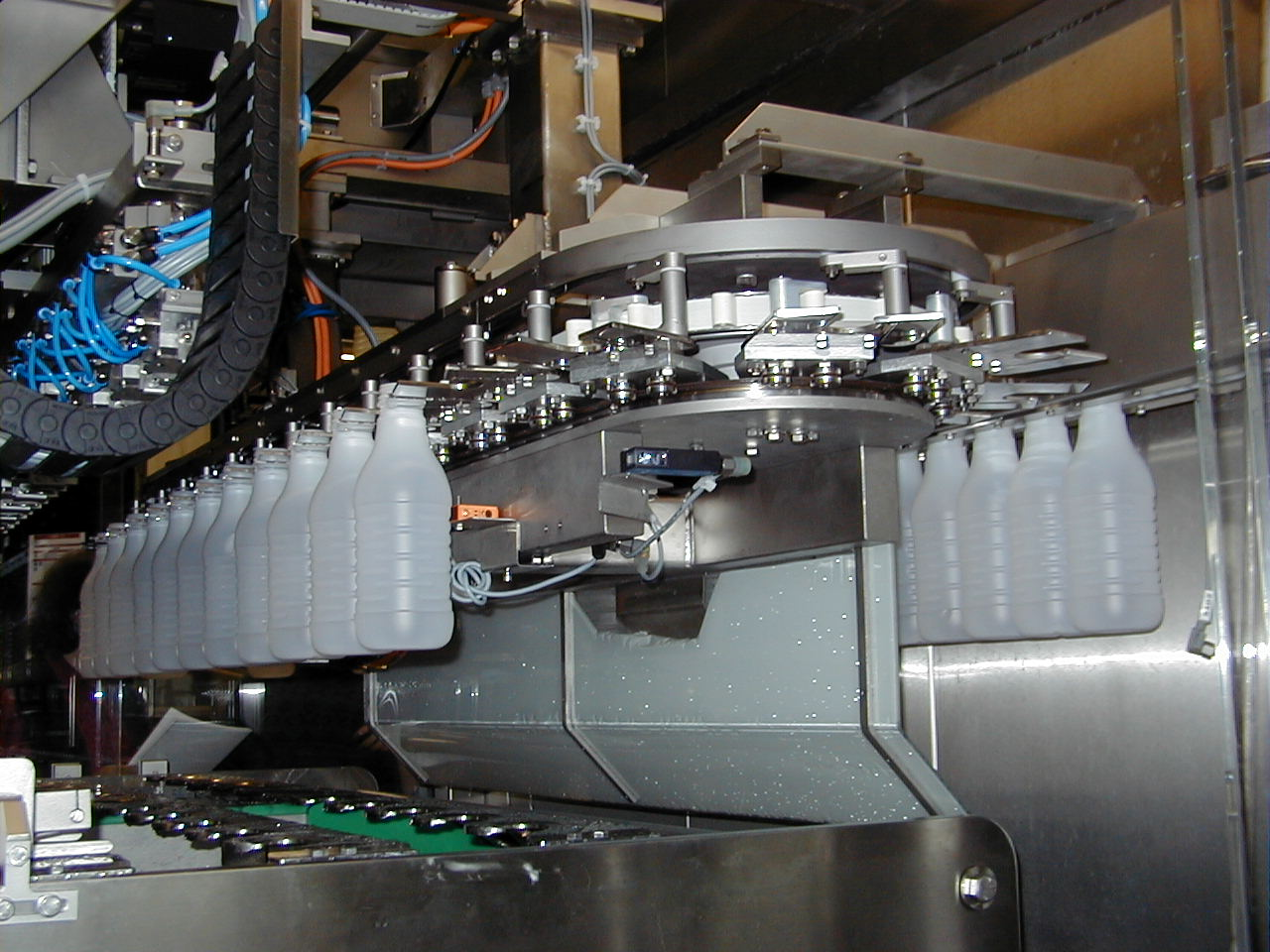
Aseptische Flaschen-Abfüllanlage in einem Abfüllunternehmen

Abfüllmaschinen füllen in einem Abfüllbetrieb selbsttätig pulver-, pastenförmige, körnige oder flüssige Stoffe in Beutel, Dosen, Tuben, Flaschen usw. Sie messen die Menge zum Beispiel nach Rauminhalt, zum Beispiel bei einer Kolbenfüllmaschine. Dabei saugt ein Kolben den Stoff aus dem Vorratsbehälter an und presst ihn beim Rücklauf durch den gedrehten Dreiwegehahn aus. Die Mengeneinstellung geschieht durch Ändern des Kolbenhubs. Eine andere Möglichkeit der Mengenbestimmung ist die Messung der Füllhöhe durch einen Sensor am Füllrohr, das in den Behälter ragt. Bei Erreichen der Füllhöhe wird über den Sensor die Produktzufuhr des flüssigen Produkts gestoppt. Eine dritte Variante ist die Steuerung der Füllmenge über ein Durchflussmengen-Messgerät. Das im Zulauf zum Füllventil integrierte Messgerät stellt über Induktionsmessung die Durchflussmenge fest und steuert bei Erreichen der Füllmenge die Schließfunktion des Füllventils an.
Abfüllmaschinen sind in linearer oder in Karussell-Ausführung verfügbar. Bei der linearen Variante wird intermittierend eine festgelegte Anzahl an Behältern gefüllt. Bei der Karussellausführung werden die Behälter kontinuierlich im Rundlauf um die Karussellkonstruktion der Füllmaschine befüllt. Karussellfüllmaschinen erreichen gegenüber linearen Füllmaschinen höhere Frequenzen (Stundenleistung).
- Flaschenfüllmaschinen in der Getränkeabfüllung arbeiten bei schäumenden Flüssigkeiten (beispielsweise Bier) mit Gegendruck,  neuerdings auch durch Ansaugen.
- Tubenfüllmaschinen arbeiten in verschiedenen Prozessen manuell, halbautomatisch und automatisch. Tuben werden auf Transportteller aufgesteckt und von der dem Schraubverschluss entgegengesetzten Seite gefüllt, dann automatisch gefalzt (geschlossen) oder verschweißt und ausgeworfen.
- Dosenfüllmaschinen für Wachse (Bohnerwachs, Schuhwichse usw.) haben Heizschlangen oder -wasserbäder, um die Füllmasse kurzzeitig plastisch zu machen.
- Für Mehl und ähnliche Schüttgüter gibt es Abfüllwaagen, die nach Gewicht abteilen.